# NGC 990
NGC 990 é uma galáxia elíptica (E) localizada na direcção da constelação de Aries. Possui uma declinação de +11° 38' 32" e uma ascensão recta de 2 horas, 36 minutos e 18,1 segundos.
A galáxia NGC 990 foi descoberta em 21 de Setembro de 1786 por William Herschel.